# Michael Frontzeck
Michael Frontzeck (Mönchengladbach, Alemania, 26 de marzo de 1964) es un exfutbolista y entrenador alemán.  Recientemente fue entrenador asistente del VfL Wolfsburgo.

## Trayectoria

### Como jugador
En su época de futbolista, Frontzeck jugaba de lateral izquierdo. Debutó a nivel profesional con el equipo de su ciudad, el Borussia Mönchengladbach, en 1982. En 1989 fue traspasado al VfB Stuttgart, donde permanecería 5 años en los que se proclamó campeón de la Bundesliga. Posteriormente, vivió dos breves experiencias en las filas del VfL Bochum y de nuevo en el Borussia Mönchengladbach. En 1996 fichó por el Manchester City, donde permanecería una temporada y media. Regresó a su país de la mano del SC Friburgo y finalmente se retiró con el Borussia Mönchengladbach en 2000.

### Como entrenador
Frontzeck comenzó su trayectoria como entrenador siendo asistente en el Borussia Mönchengladbach entre el 2000 y el 2003; y posteriormente, en el Hannover 96 entre 2004 y 2005.
El 13 de septiembre de 2006, fue contratado como primer entrenador del Alemannia Aquisgrán, sustituyendo a Dieter Hecking. Sin embargo, su experiencia no fue exitosa, ya que terminó abandonando la entidad tras el descenso del equipo a la 2. Bundesliga.
En enero de 2008, se hizo cargo del Arminia Bielefeld. Logró la permanencia en la 1. Bundesliga 2007/08; pero terminó siendo despedido el 17 de mayo de 2009, con el equipo como antepenúltimo clasificado a falta de una jornada para terminar la 1. Bundesliga 2008/09.
El 3 de junio de 2009, Frontzeck regresó al Borussia Mönchengladbach, esta vez como primer entrenador. Logró llevar al conjunto renano al 12.º lugar en la 1. Bundesliga 2009/10, pero los resultados empeoraron en el curso siguiente, y fue cesado en sus funciones en febrero de 2011, dejando al equipo como colista.
El 3 de octubre de 2012, se incorporó al FC St. Pauli en reemplazo de André Schubert, dirigiendo al equipo de Hamburgo hasta su destitución en noviembre de 2013.
El 20 de abril de 2015, fue nombrado nuevo técnico del Hannover 96. Pese a que debutó en el banquillo del HDI-Arena con una derrota contra el Hoffenheim, logró 8 puntos en los 4 últimos partidos de la Bundesliga, evitando así el descenso. Habiendo cumplido el objetivo, el club renovó su contrato por dos años. El 21 de diciembre de 2015 dimitió como entrenador del Hannover alegando falta de confianza del entorno en su trabajo, dejando al equipo de la Baja Sajonia en puestos de descenso con 14 puntos al terminar la primera vuelta de la Bundesliga.
El 1 de febrero de 2018, firmó por el 1. FC Kaiserslautern.
El 6 de junio de 2021, Frontzeck se unió al VfL Wolfsburgo como asistente del recién nombrado entrenador Mark van Bommel. Cuando van Bommel fue despedido en octubre de 2021, Frontzeck fue nombrado inicialmente entrenador interino del club. Sin embargo, esto nunca se llevó a cabo, ya que Florian Kohfeldt fue anunciado como entrenador del club solo un día después. Frontzeck dejó el club en junio de 2022.

## Clubes

### Como jugador
| Club                     | País       | Año       | Partidos | Goles |
| ------------------------ | ---------- | --------- | -------- | ----- |
| Borussia Mönchengladbach | Alemania   | 1982-1989 | 190      | 17    |
| VfB Stuttgart            | Alemania   | 1989-1994 | 163      | 16    |
| VfL Bochum               | Alemania   | 1994-1995 | 28       | 2     |
| Borussia Mönchengladbach | Alemania   | 1995      | 8        | 0     |
| Manchester City          | Inglaterra | 1996-1997 | 23       | 0     |
| SC Friburgo              | Alemania   | 1997-1999 | 61       | 3     |
| Borussia Mönchengladbach | Alemania   | 1999-2000 | 40       | 1     |

### Como entrenador
| Club                     | País     | Año       | P  | PG | PE | PP | % v.  |
| ------------------------ | -------- | --------- | -- | -- | -- | -- | ----- |
| Alemannia Aquisgrán      | Alemania | 2006-2007 | 33 | 9  | 7  | 17 | 27.27 |
| Arminia Bielefeld        | Alemania | 2008-2009 | 53 | 8  | 22 | 23 | 15.09 |
| Borussia Mönchengladbach | Alemania | 2009-2011 | 61 | 16 | 14 | 31 | 26.23 |
| FC St. Pauli             | Alemania | 2012-2013 | 41 | 15 | 11 | 15 | 36.59 |
| Hannover 96              | Alemania | 2015      | 24 | 7  | 4  | 13 | 29.17 |
| 1. FC Kaiserslautern     | Alemania | 2018      | 16 | 7  | 2  | 7  | 43.75 |